# Remøya
Remøya (også kaldt Rimøya) er en 3,6 km². stor ø i øgruppen Sørøyane i Herøy kommune, Møre og Romsdal fylke i Norge.
Man kører over Remøya når man skal til Runde. Leinøya er også en naboø til Remøya.  Remøy og Remøyholmen forbindes med Remøybroen, og  mellem Remøy og Runde går Rundebroen. Remøya har en nu nedlagt skole og et bedehus, disse bygninger bliver brugt ved højtider som 17. maj og juletider. I bedehuset er der  blandt andet mødevirksomhed, søndagsskole, børnekor og ungdomsklub og nogle  basarer i løbet af året. Ved skolen er der en boldbaner ejet af  Remøy grendelag. Skolen blev bygget i 1939. Remøya ligger nær Fosnavåg.